# Cratere Wien
Wien  è un cratere sulla superficie di Marte.